# Petranka, Rojneativ
Petranka (în ucraineană Петранка) este o comună în raionul Rojneativ, regiunea Ivano-Frankivsk, Ucraina, formată numai din satul de reședință.

## Demografie
Componența lingvistică a comunei Petranka
     Ucraineană (99,74%)
     Alte limbi (0,26%)
Conform recensământului din 2001, majoritatea populației comunei Petranka era vorbitoare de ucraineană (99,74%), existând în minoritate și vorbitori de alte limbi.